# Рішення Паризького арбітражу

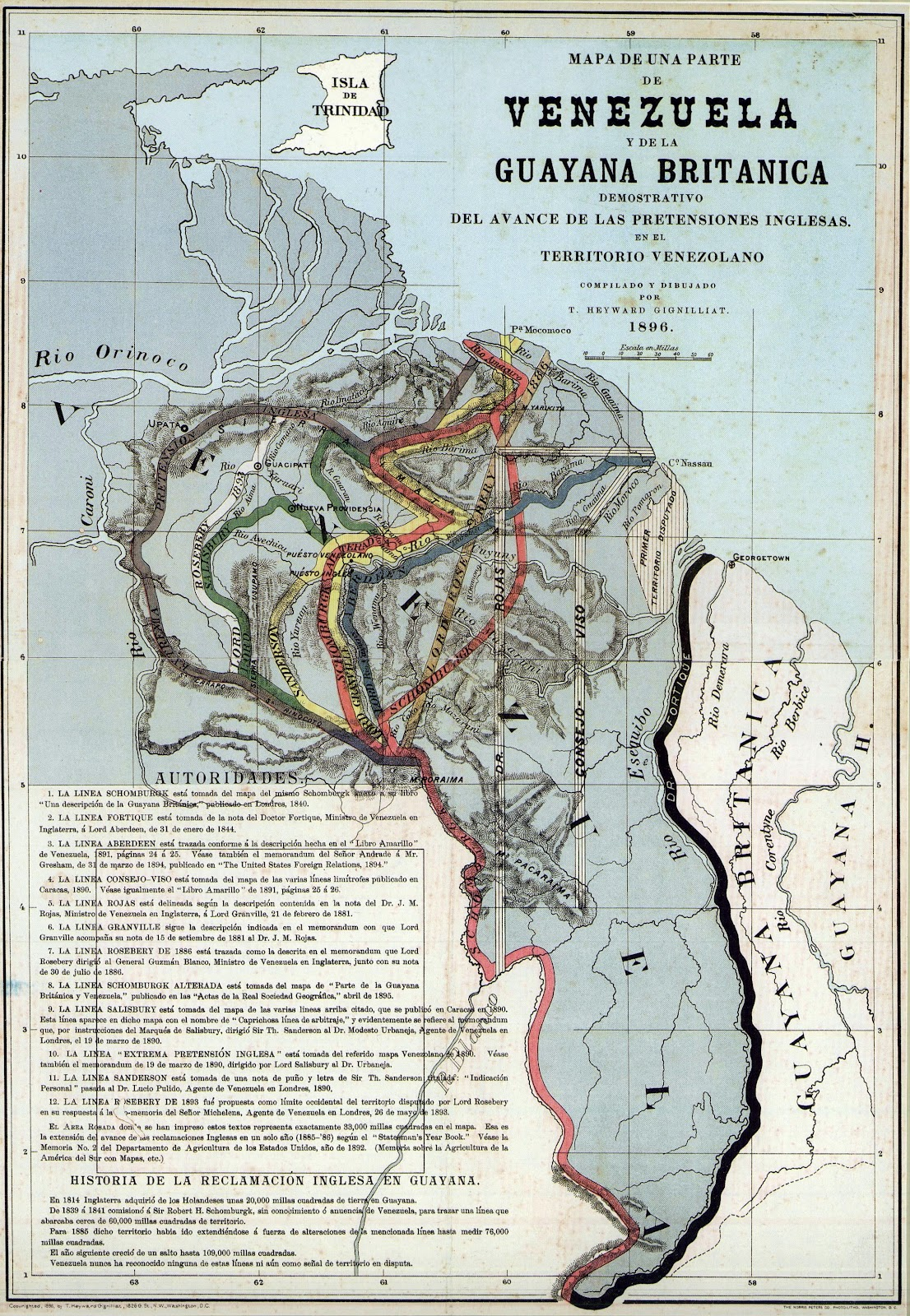
Карта колишньої Британської Гвіани 1896 року та різні накреслені межі, які обговорювалися в Паризькому арбітражному рішенні. Показано максимальні британські прагнення та річку Ессекібо, яку Венесуела вважає своїм кордоном, сірувата зона є єдиною територією, на яку Венесуела не претендує, тоді як частина східного сектора (Пірара) була відібрана у Бразилії за Паризьким арбітражним рішенням, хоча частина була повернута Бразилії за іншим англо-португальським арбітражним рішенням у 1904 році.

Рішення Паризького арбітражу від 3 жовтня 1899 року — постанова арбітражного суду в Парижі, створеного двома роками раніше, як це встановлено у Вашингтонській арбітражній угоді від 2 лютого 1897 року, в якому Сполучені Штати (що представляють Венесуелу), з одного боку, і Сполучене Королівство (як власник колонії Британська Гвіана, нинішня Кооперативна Республіка Гаяна), з іншого, погодилися підкоритися Міжнародному арбітражу суперечки про кордон на заході британської колонії та на сході незалежної Венесуели, як механізм дружнього вирішення територіальної суперечки.
Позиція Венесуели полягала в тому, що кордон має проходити по середній лінії річки Ессекібо відповідно до принципу Uti possidetis iure (як володів, так і будеш володіти), за яким їй відповідали території колишнього Генерал-капітанства Венесуели на момент здобуття незалежності в 1810 році, яке, як стверджується, мало своїм східним кордоном річку Ессекібо. Однак королівський указ 1777 року не визначає, наскільки далеко простягається територія генерал-капітанства Венесуели, так само як і капітуляції провінцій. На противагу цьому, позиція Великої Британії ґрунтувалася на карті 1840 року (хоча і з деякими пізнішими змінами) прусського натураліста Роберта Шомбургка, на якій лінія кордону проходила аж до Пунта-Баріма в гирлах річки Ориноко (у сучасному штаті Дельта-Амакуро) і гір Упата (у сучасному штаті Болівар), охоплюючи територію приблизно 203 310 км² на захід від річки Есек'єбо.
Рішення було сприятливим для Сполученого Королівства, оскільки йому було присуджено територію, яку Венесуела називає Гаяна-Ессекібо розміром 159 500 км², на захід від річки Ессекібо, хоча й не в максимальному прагненні охопити гирла річки Оріноко та контролювати її судноплавство. Венесуела негайно опротестувала рішення арбітражного трибуналу на підставі того, що арбітражне рішення було недійсним; однак лише в 1962 році вона досягла відчутного прогресу, денонсувавши його в ООН після того, як були знайдені документи, що ставили під сумнів законність арбітражного рішення.
Претензія Венесуели була визнана в рамках ООН, що поставило під сумнів дійсність арбітражного рішення. Ця подія призвела до підписання так званої Женевської угоди 17 лютого 1966 року між двома сторонами плюс присутність місцевого уряду Британської Гвіани, яка була близька до отримання незалежності, і на той час замінила б Велику Британію в питанні територіальної суперечки з Венесуелою.
Чинна Женевська угода сама по собі є перехідною процедурою або угодою для досягнення остаточної домовленості, тому, доки не буде досягнуто практичної домовленості щодо остаточного задовільного рішення, як це передбачено в її тексті, зберігається статус-кво, встановлений Паризьким арбітражним рішенням 1899 року, за яким адміністративні та окупаційні повноваження залишаються за Сполученим Королівством (невдовзі його правонаступницею стала незалежна Гаяна) на всій території, присудженій йому Паризьким арбітражем, на яку з тих пір претендує Венесуела. Однак визнається збереження суверенних прав Венесуели на цю територію, і обидві країни зобов'язані знайти остаточне, мирне і гідне рішення для сторін.
Територіальний спір перебував у віданні Генерального секретаря ООН в рамках Женевської угоди. У суперечці з Венесуелою 26 травня 1966 року Гаяна замінила Сполучене Королівство, у день, коли вона отримала незалежність своєї колишньої метрополії, через кілька місяців після підписання вищезгаданої угоди. Уряди Гаяни та Венесуели вирішили використати добрі послуги в образі Доброго службовця, робота якого полягала в тому, щоб об'єднати обидва уряди, щоб вони могли знайти прийнятне для сторін рішення. Останнім Добрим службовцем був ямайець Норман Гірван, запропонований обома урядами та прийнятий Генеральним секретарем ООН, який помер у квітні 2014 року. Очікувалося, що обидва уряди разом із Генеральним секретарем Організації Об'єднаних Націй вирішать, чи призначатимуть нового відповідального посадовця, як це було традиційно з 1982 року, чи, навпаки, вони візьмуть якийсь альтернативний механізм із статті 33 Конвенції. Статут Організації Об'єднаних Націй про мирне вирішення спорів, передбачений Женевською угодою в її статті IV, пункт 1.
31 січня 2018 року генеральний секретар ООН Антоніу Гутерріш оголосив, що передасть територіальну суперечку між двома державами до Міжнародного суду ООН.

## Фон

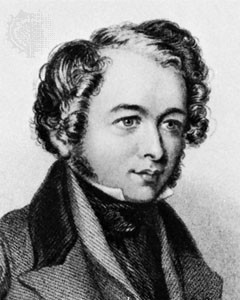
Прусський натураліст Шомбургк

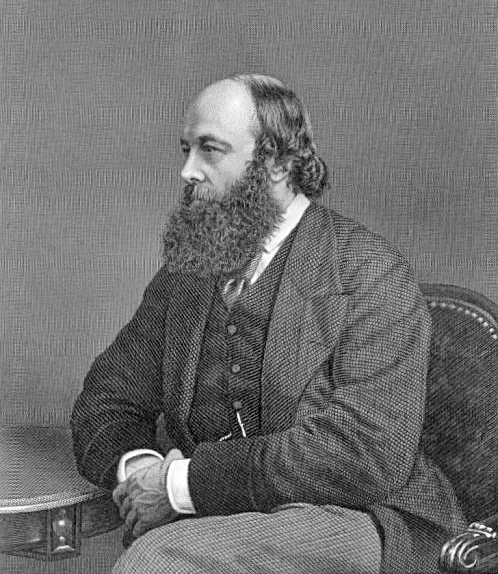
Британський прем'єр-міністр Солсбері виступав проти арбітражу в усіх його формах

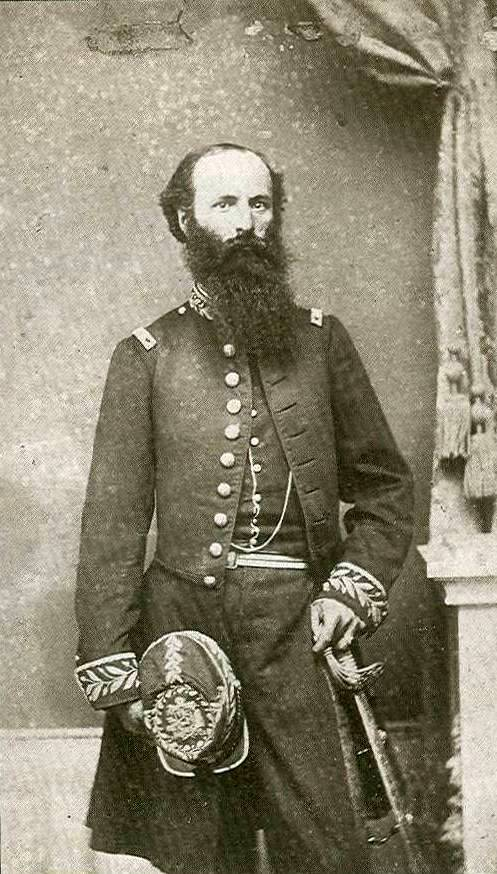
Президент Венесуели Гусман Бланко розірвав відносини з Великою Британією в 1887 році

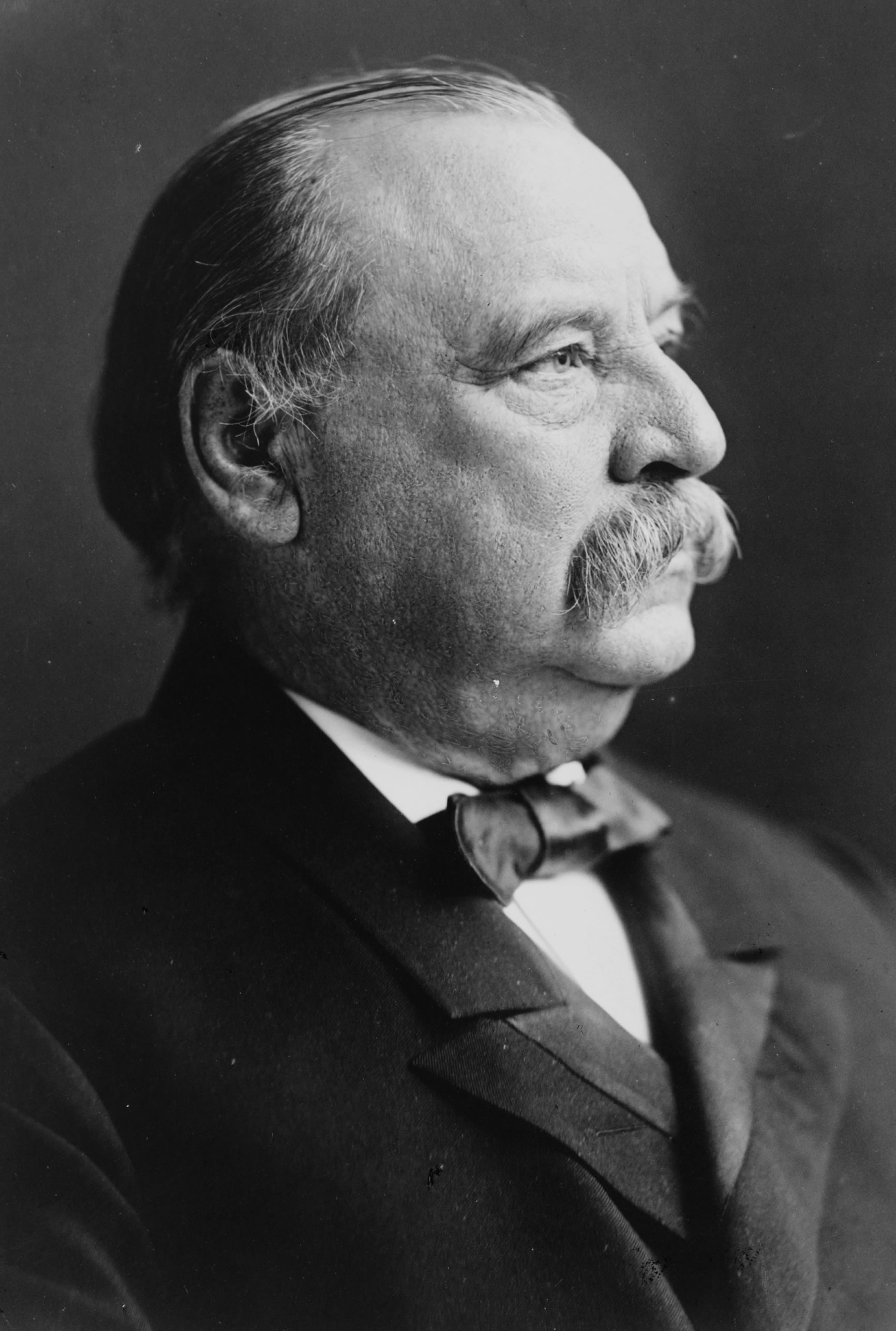
Президент Сполучених Штатів США Клівленд посилався на доктрину Монро

### Лінії карт Роберта Шомбургка
Починаючи з 1834 року, східний кордон Венесуели почав зазнавати змін, коли прусський натураліст Роберт Герман Шомбургк провів довільну демаркацію, названу лінією Шомбургка, яка проходила від річки Морука до річки Ессекібо, тобто 4290 км². У 1839 році Шомбургк сам провів другу лінію під назвою Північ-Південь, просунувшись на 141 930 км² до території Венесуели, встановивши нову межу від гирла річки Амакуро до гори Рорайма, а звідси до витоку річки Ессекібо. Сам натураліст надавав величезне «політичне значення» гирлу Оріноко, геополітиці наших днів, закликаючи британський уряд не відмовлятися від Пунта-Баріма, «яка, безсумнівно, є ключем до Колумбії». Те, що сьогодні було б еквівалентом слова «ворота до Південної Америки».

### Угода 1850 року між Великою Британією та Венесуелою
У 1841 році Венесуела почала свої дипломатичні відносини з Великою Британією через свого міністра в Лондоні Алехо Фортіке. Наступного року він домігся видалення постів, розміщених Шомбургком, і згодом було досягнуто Угоди 1850 року, за якою обидва уряди зобов'язалися не окупувати спірну територію від лінії, проведеної Шомбургом, до річки Ессекібо. Ця угода залишалася в силі, незважаючи на всі обставини, що мали місце в цей період, до моменту підписання Арбітражного договору в 1897 році.
Під час правління генерала Антоніо Гусмана Бланко, 13 лютого 1877 року, доктор Хосе Марія Рохас, міністр-резидент Венесуели в уряді Великої Британії, написав записку графу Дербі, пропонуючи зручність укладення договору про кордон. заснований на річці Ессекібо. Він пропонує ідею встановлення умовної лінії, «щоб запобігти серйозним труднощам у майбутньому, особливо тому, що Гвіана привертає загальну увагу світу через величезні багатства, які щодня там виявляються». Міністр закордонних справ Раймундо Андуеса Паласіо не схвалює фразу в згаданій ноті, в якій Рохас каже, що «уряд (Венесуели) не має наміру підтримувати претензії на досягнення Ессекібо».

### Розрив дипломатичних відносин у 1887 р

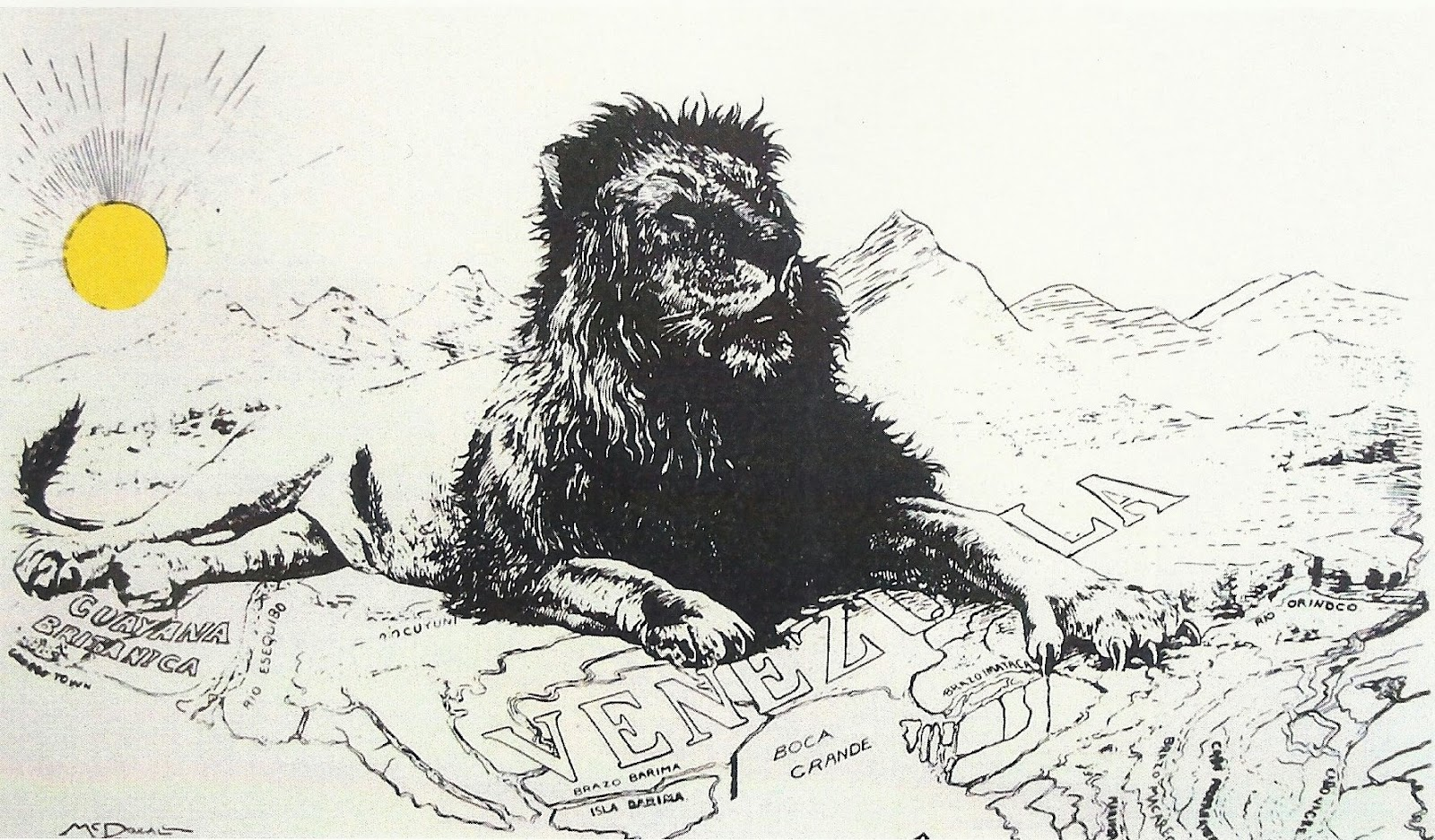
Карикатура 1887 року. Британський наступ уздовж річок Баріма, Амакуро, Юруан і Куюні після розриву дипломатичних відносин.

Президент Гусман Бланко, детально поінформований своїм комісаром Хесусом Муньосом Тебаром про вторгнення британців на територію Венесуели, 26 січня 1887 року зажадав від британського уряду негайно вивести свої війська від гирла Ориноко до річки Померон, таким чином зберігаючи статус-кво 1850 року.
Велика Британія не прийняла цей натяк, тому 21 лютого 1887 року венесуельський президент розірвав дипломатичні відносини. Паралельно з цією дипломатичною акцією Венесуела доклала великих зусиль з військової точки зору, щоб, з одного боку, зупинити просування Британії, а з іншого — запобігти можливому вторгненню на територію, як це передбачалося.

### Втручання уряду США (доктрина Монро)
У 1895 році Річард Олні, державний секретар президента Сполучених Штатів у той час Гровера Клівленда, вважаючи британські «прогреси» на венесуельській землі справжніми узурпаціями, виправдав застосування доктрини Монро, оскільки це була агресія з боку Європейська сила проти американської країни. Записка Олні відома як 20-дюймова гармата.
Сам Клівленд на позачерговій сесії Конгресу США 17 грудня 1895 року заявив, що якщо британський уряд не погодиться на арбітраж, про який просила Венесуела, Сполучені Штати ретельно дослідять кордони країн, між якими виникла суперечка, а потім будуть протидіяти «всіма засобами, які є в їхніх силах, такими як прямий напад на їхні права та інтереси, привласненню Великою Британією будь-яких земель або здійсненню її влади на будь-якій території, яка, як покаже розслідування, належить Венесуелі по праву».

### Арбітражний договір 1897 року

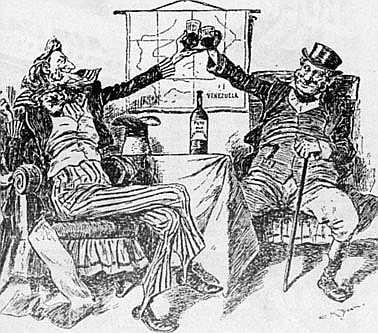
Карикатура 1896 року на американо-британську угоду про арбітраж

Розрив відносин між Сполученим Королівством і Венесуелою не вийшов за рамки простих дипломатичних дій без інших наслідків, але втручання Сполучених Штатів за доктриною Монро «Америка для американців», яка відкидала будь-яке втручання європейських колонізаторів на континенті. США мали змусити Велику Британію переглянути своє небажання брати участь у міжнародному арбітражі, зважаючи на те, що британський прем'єр-міністр Роберт Солсбері був публічним противником такого інструменту.
Після промови президента Клівленда в Конгресі США 17 грудня 1895 року — яку тогочасна преса описувала як 20-дюймову гармату, найбільшу за калібром і дальністю дії на той час і найбільш руйнівну — вона мала бажаний ефект: переконати Англію погодитися на арбітраж і врахувати претензії Венесуели, інакше їм довелося б мати справу не з Венесуелою, а безпосередньо зі Сполученими Штатами.
Нарешті, в листопаді 1896 року Сполучені Штати і Велика Британія досягли домовленості про те, щоб змусити Венесуелу підписати Арбітражний договір від 2 лютого 1897 року у Вашингтоні, столиці Сполучених Штатів, без будь-якої іншої альтернативи.

## Механізм арбітражу

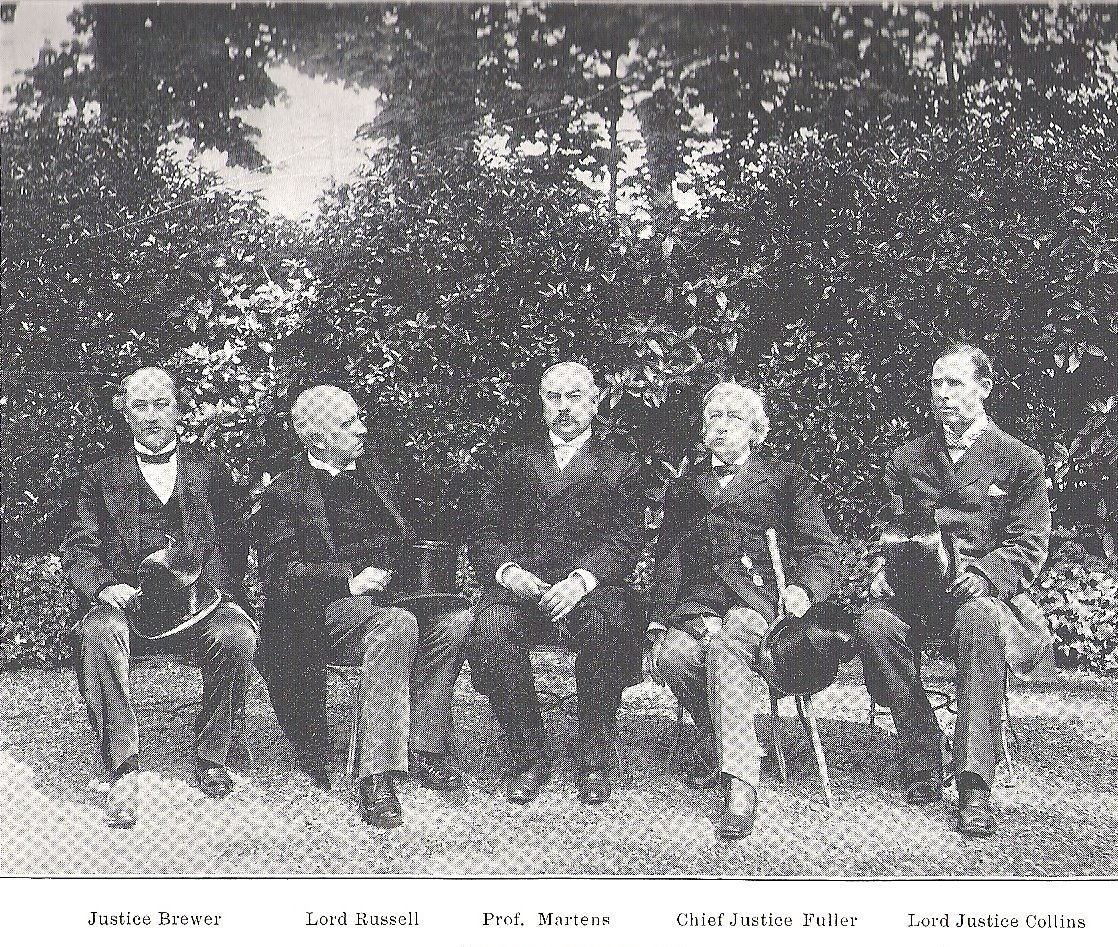
Представники Паризького арбітражного суду 1899 року на бульварі Сен-Жермен. (Зліва направо: пан суддя Брюер, пан суддя лорд Рассел, пан суддя проф Мартенс (Голова суду), пан суддя Фуллер і пан суддя лорд Коллінз)

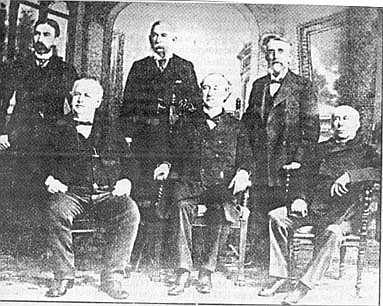
Прикордонна комісія, створена США. США для Паризького арбітражного суду 1899 року

Попередні події призвели до підписання Арбітражного договору від 2 лютого 1897 року у Вашингтоні, округ Колумбія, між Великою Британією та Венесуелою. Однак цьому договору бракувало рівності та справедливості. Велика Британія не бажала вести прямі переговори з Венесуелою, і в Договорі вона гарантувала, що представництво Венесуели в арбітражному трибуналі, який мав бути створений, буде в руках Сполучених Штатів. Як наслідок, трибунал складатиметься з британців, американців та неупередженої третьої сторони, яка буде арбітром або суддею, обраним з числа англосаксів Європи та Америки, що фактично залишило Венесуелу поза увагою.

### Члени Третейського суду та адвокати сторін
Арбітражний трибунал складався з п'яти членів: двох американських членів, які представляли Венесуелу, двох англійських членів, які представляли Великобританію, і п'ятого члена, який виступав як неупереджена сторона.

#### Члени Третейського суду
Представники Венесуели (призначені Верховним судом Сполучених Штатів Америки)
1. Мелвілл Вестон Фуллер (член Верховного суду США)
2. Девід Джосія Брюер (член Верховного суду США)

Представники Сполученого Королівства (призначені Сполученим Королівством)
1. Сер Річард Хенн Коллінз (англійська)
2. Барон Гершелл (помер), замінений Чарльзом бароном Расселом Кіллоуенським (член Таємної ради королеви) (англ.)

Голова Суду (призначається чотирма попередніми членами)
1. Федір Мартенс (професор британських університетів Кембриджа та Единбурга та постійний член Ради МЗС Росії, тоді Російської імперії)

#### Адвокати для захисту сторін
Для Венесуели
1. Северо Маллет Превост (американець), юрист
2. Бенджамін Гаррісон (американець), колишній президент США. США
3. Джеймс Рассел Солі (американець)
4. Бенджамін Ф. Трейсі (американець), колишній військовий міністр США. США
5. Хосе Марія Рохас (Венесуела)

Сполученим Королівством
1. Сер Річард Е. Вебстер, генеральний прокурор
2. Сер Роберт Рейд, колишній генеральний соліситор
3. Ґ. Р. Асквіт
4. С. А. Роулатт

### Одноголосне рішення Арбітражного суду
3 жовтня 1899 року трибунал одноголосним рішенням виніс рішення на користь Сполученого Королівства після того, як засідав лише шість безперервних днів з трьох місяців, відведених йому за Вашингтонським договором. За цим рішенням Венесуела отримала лише гирла річки Оріноко та частину прилеглої до неї території, а Велика Британія — значну частину на захід від 1000-кілометрової річки Ессекібо, яка згодом буде делімітована спільною венесуельсько-британською комісією.

## Після арбітражу

### Здивування та протест проти рішення про розподіл[6]

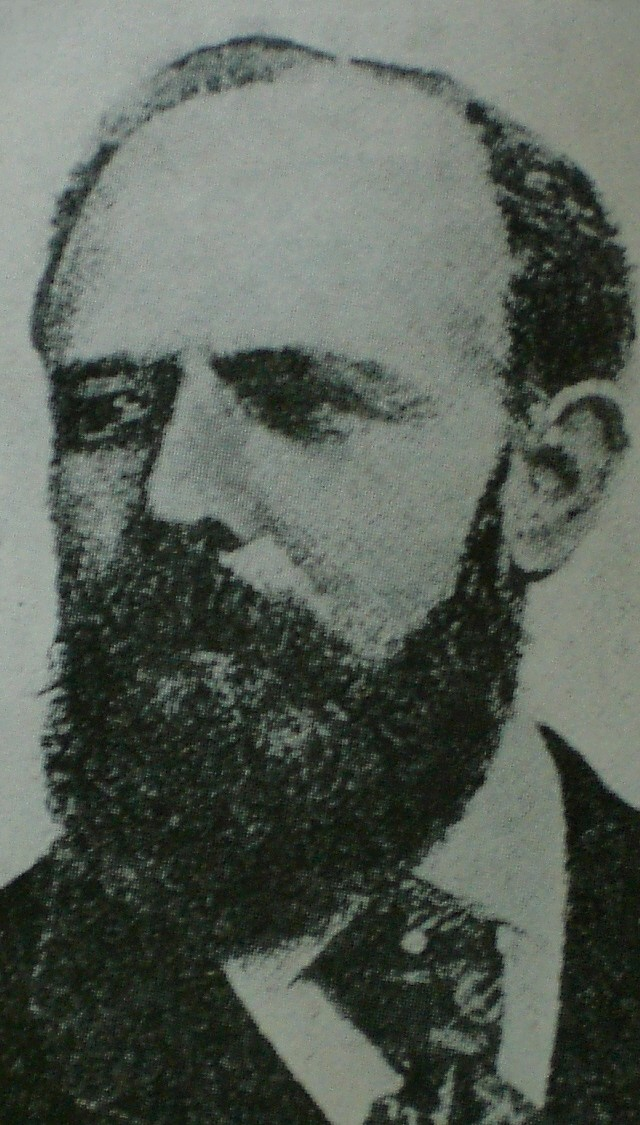
Президент Венесуели Ігнасіо Андраде, незважаючи на кризу в країні, висловив протест через чотири дні після рішення суду.

Вирок вважали несправедливим по відношенню до Венесуели венесуельці, бразильці, французи і навіть самі британці.

#### У Венесуелі
У ноті, адресованій вашому уряду 4 жовтня 1899 року, д-р Хосе Марія Рохас, агент уряду Венесуели в Арбітражному трибуналі, висловив свою думку про те, що
|  | Він сказав, що був "незрозуміло здивований" "поведінкою Голови Суду пана де Мартенса", і додав: "Ми ніколи не дізнаємося, з яких причин пан де Мартенс так вчинив". |

7 числа того ж місяця президент Венесуели Ігнасіо Андраде публічно опротестував рішення Арбітражного суду.
Тогочасна венесуельська преса рішуче протестувала проти несправедливого, на їхню думку, рішення про присудження арбітражу. Однак ситуація нестабільності, соціальної, політичної, економічної та військової кризи, яку переживала країна в той час, не дозволила ефективно спростувати те, що вона вважала несправедливістю щодо Великої Британії, яка представляла головну колоніальну та імперську державу того часу.
Лондонська газета The Times опублікувала заяву, зроблену паном Маллет-Превостом і колишнім президентом Гаррісоном агентству Reuter, у якій вони висловили нетехнічні критерії, на основі яких було ухвалене рішення про присудження премії.
|  | В історії спору не було "нічого, що адекватно пояснювало б лінію розмежування, встановлену в Арбітражному рішенні". |

#### У Великій Британії

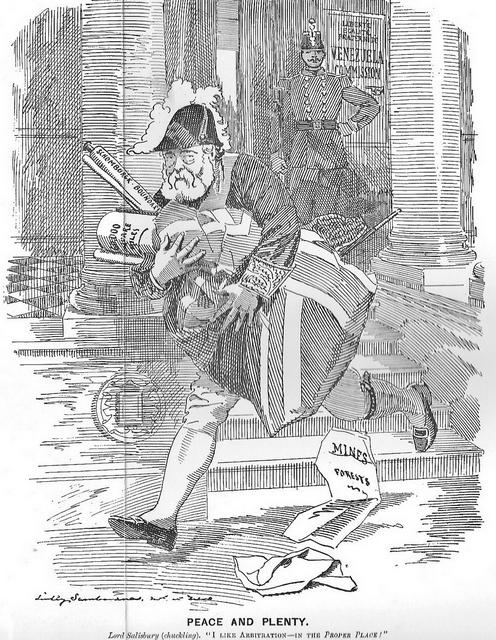
Лорд Солсбері (сміючись) «Мені подобається арбітраж — у правильному місці!» Карикатура на вираження сатири самими англійцями, на якій зображено британського прем'єр-міністра лорда Солсбері (він був категорично проти арбітражних рішень), який залишає зал засідань із усім: лінією Шомбургка, 60 000 квадратними милями, шахтами та лісами

Зі свого боку, відомий гумористичний журнал PUNCH через кілька днів після Паризького арбітражу опублікував на першій шпальті карикатуру, на якій лорд Солсбері, прем'єр-міністр Великої Британії, який має відому неприязнь до арбітражу як механізму вирішення спорів за участю Великої Британії, вибігає із зали засідань, забираючи з собою документи щодо спору, лінію Шомбургка, а також шахти та ліси на площі 60 000 квадратних миль, ніби їх відібрали у Венесуели, при цьому глузливим тоном він вигукує: «Лінія Шомбургка, шахти та ліси на площі 60 000 квадратних миль, лінія Шомбургка, а також шахти та ліси на 60 000 квадратних миль, ніби їх відібрали у Венесуели». 60 000 квадратних миль так, ніби їх забрали у Венесуели", — глузливим тоном вигукнув він:
|  | Лорд Солсбері (сміється): "Мені подобається арбітраж - у "правильному місці"!" |

Англомовний огляд відгуків, додано:
|  | “Територія, яку отримала Венесуела в рамках премії, не коштує і п'ятірки”. |

Французький письменник вважає, що рішення, винесене арбітражним трибуналом на чолі з Де Мартенсом, не було вмотивованим:
|  | "Якщо арбітраж в принципі є апеляцією до розуму проти сили, то чи може розум обійтися без сили? (...) Поняття арбітражу не слід плутати з поняттям третейського суду". |

У 1907 році на Другій Гаазькій мирній конференції Бразилія через свого посла висловила думку, що пщодо Венесуели було вчинено несправедливість, яка також завдала шкоди територіальній цілісності Бразилії. Так само, ще до рішення Арбітражного трибуналу, вона вже зробила заяву до уряду Великої Британії, в якій зазначила, що вважає позов Венесуели справедливим, оскільки карта Шомбурка за своїм змістом є простою картографічною схемою, і що вона завдає шкоди як Бразилії, так і Венесуелі.

### Результати нагородження

Гаяна-Ессекібо, територія, передана Британській Гвіані

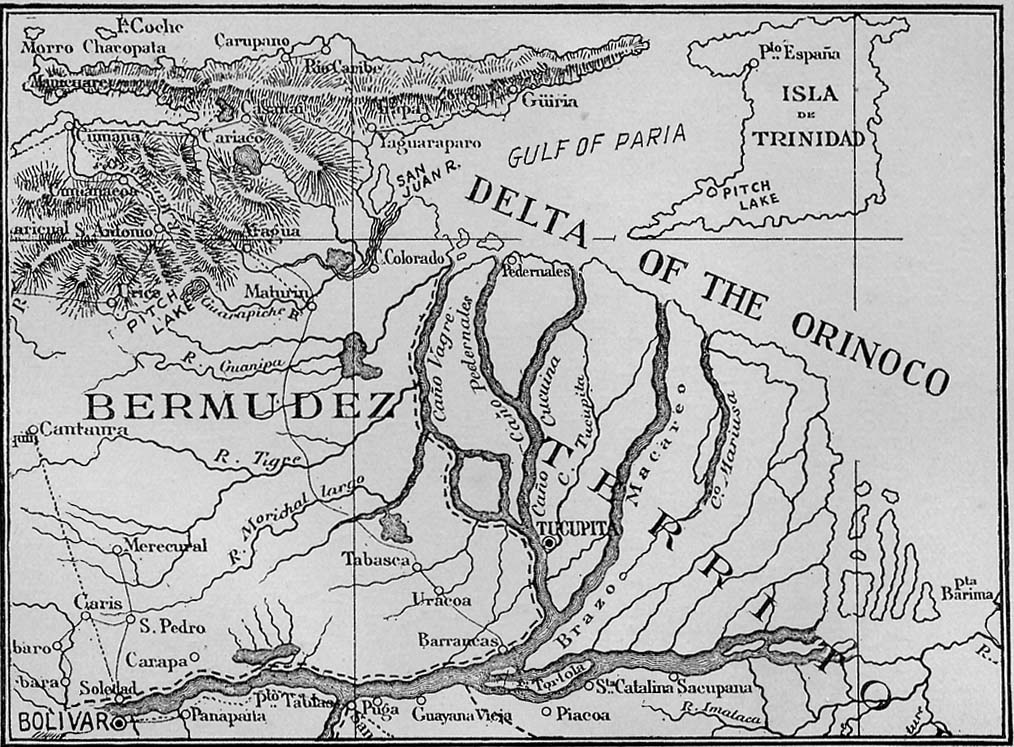
Незважаючи на великі територіальні втрати, Венесуела зберегла гирла річки Ориноко

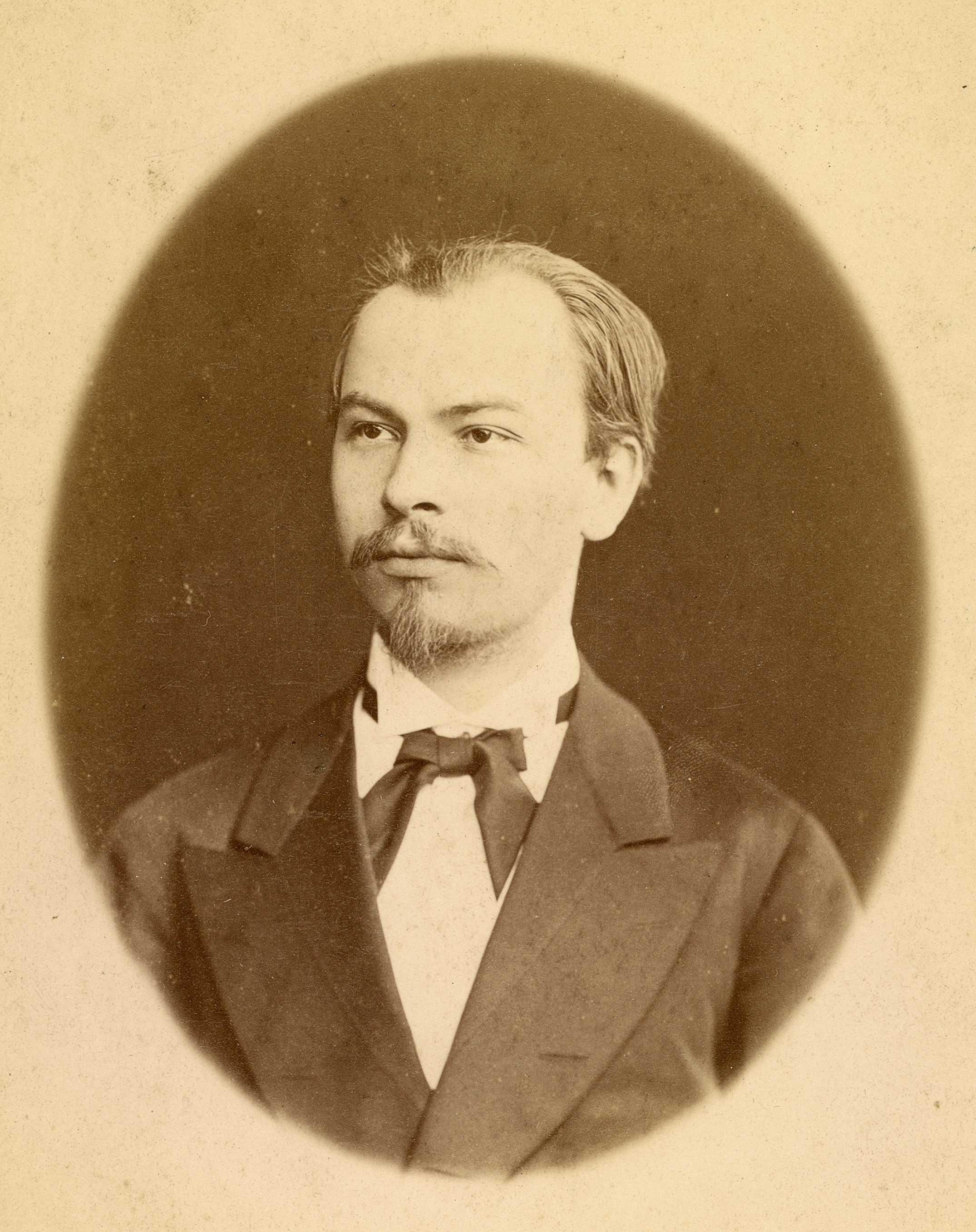
Федір Мартенс, суддя арбітражу, досяг одноголосного рішення

Бразилія постраждала на своїй території від арбітражу 1899 року, який призвів до ще одного арбітражу в 1904 році.

#### Британська ситуація
Результат арбітражу став несподіванкою для Великої Британії, хоча він не був несподіванкою в її кінцевих прагненнях. Вона отримала контроль над територією, вдвічі більшою за ту, що була придбана у Нідерландів у 1814 році — 20 000 квадратних миль, створивши Британську Гвіану, на захід від річки Ессекібо, і з того часу територію площею 60 000 квадратних миль, багату на мінеральні, водні та лісові ресурси.

#### Венесуельська ситуація
Для Венесуели це означало її відмову від того, що її уряд визначав як венесуельські права та вважав їх сповненими пороків недійсності, однак, виділяється те, що вона зберегла своє видиме панування над дельтою Оріноко та частиною території між Упатою та ріками Кароні, Венамо і пагорбом Рорайма.

#### США замінює панування Великої Британії в Америці з 1897 року
Втручання Сполучених Штатів у прикордонну суперечку між Венесуелою та Британською Гаяною дозволило, по-перше, змусити Британію погодитися на арбітраж, проти якого вона була категорично проти в принципі, а по-друге, піти на компроміс щодо її крайніх претензій на контроль над дельтою річки Оріноко. З цього моменту вважається, що «британський лев» поступився «янкі-орлу» лідируючою позицією в Америці (зокрема, на півночі Південної Америки і в Карибському басейні), з якою Сполучені Штати почали утверджуватися як нова потуга.

#### Федір Мартенс, перший суддя, який досяг одноголосного рішення в Арбітражному суді
Суддя та президент Паризького арбітражного суду Федір Мартенс був поважним юристом естонського походження та культури — народився на території нинішньої Естонії, але яка на той час була частиною Російської імперії — чий престиж зріс після рішення Суду. Арбітражний суд Парижа, відомий як Паризьке арбітражне рішення. Однак його роль як судді та голови арбітражного суду була поставлена під сумнів, враховуючи його малоймовірну роль як неупередженої сторони.
Мартенс був особливо пов'язаний з Великою Британією: він був професором двох британських університетів і особистим другом королеви Англії, він сприймав Росію та Англію як держави з нібито «цивілізаційною» місією, у своїй праці «Росія та Англія в Центральній Азія» (1878) заявив, що «Велика Британія і Росія призначені Провидінням бути захисниками варварських країн». Венесуела вважалася, принаймні англійцями, напівварварською країною, що є однією з причин, чому у Вашингтонському арбітражному договорі вони віддали перевагу вести переговори безпосередньо з англосаксонськими представниками Сполучених Штатів, а не з венесуельцями, яких вони вважали банановими індіанцями із запахом тропіків і напівварварами кольоровими людьми, з якими вони не могли обговорювати цю тему за одним столом.
Окрім того, що його роль як неупередженої сторони була поставлена під сумнів через його сумнозвісні попередні зв'язки з Англією та симпатії до британського та російського імперіалістичного та колоніального способу життя, протягом кількох днів, коли Арбітражний трибунал засідав, йому ставили під сумнів те, що він погодився бути головою трибуналу, в якому одна зі сторін (Венесуела) не мала прямого представництва, і що ця роль була передана третій країні (Сполученим Штатам Америки), зв'язки та співзвучність якої з його колегою (Англією) були очевидними. Він також проігнорував той факт, що залучення Сполучених Штатів до територіального спору завжди було спрямоване на захист інтересів США на шкоду інтересам сторони, яку вони представляли, Венесуели.
Здавалося, все вказувало на те, що російський юрист діяв у такий сумнівний спосіб, оскільки переслідував мету, яка стояла вище принципів права, — отримати одноголосне рішення, яке стало б першим в історії і призвело б до підвищення професійного та особистого престижу в суспільстві; адже рішення Паризького арбітражу стало першим в історії рішенням, яке було ухвалене одноголосно. Майже через півстоліття буде оприлюднено документ, який остаточно доведе неправомірну поведінку російського юриста під час офіційних та неофіційних засідань арбітражного трибуналу, що призвело до винесення сфальсифікованого та неналежного рішення відповідно до принципів міжнародного права та положень Вашингтонської арбітражної угоди 1897 року, яка регулювала механізм арбітражу.

#### Територіальні претензії Бразилії
5 травня 1859 року Венесуела і Бразилія уклали договір про делімітацію своїх кордонів. Було вирішено, що гідрографічний басейн річок Оріноко та Есек'єбо буде визнаний за Венесуелою, а гідрографічний басейн річки Амазонки — за Бразилією.
За рішенням 1899 року Британська Гвіана отримала річки Котінга і Такуту (притоки Ріу-Бранку і цієї притоки Амазонки) та їхній вододіл на сході, що безпосередньо зачіпало бразильську територію.
Через кілька років, у 1904 році, Велика Британія та Бразилія врегулювали кордон між Бразилією та Британською Гвіаною в нейтральному арбітражі, підкорившись рішенню короля Італії. Кордон більше не визначався річкою Котінга, а проходив по річці Іренг (далі на схід) до її злиття з річкою Такуту. Бразилія втратила частину своєї території, хоча й зберегла частину території, на яку претендували британці.

### Публікація документа, який може поставити під загрозу дійсність арбітражу
Після смерті Северо Малле Превоста — одного з американських юристів, які захищали Венесуелу в арбітражному рішенні — його юридичний представник Отто Шенріх оприлюднив у 1949 році, на прохання Превоста, документ, написаний самим Малле Превостом у 1944 році, в якому він вважає, що арбітражне рішення було політичним компромісом, результатом тиску перед обличчям правосуддя, закулісним компромісом, за допомогою якого «троє суддів, які мали більшість, розпоряджалися територією Венесуели, тому що двоє британських суддів діяли не як судді, а як урядовці, як адвокати».
Документ підтверджує, що Федір Мартенс свідомо не діяв як неупереджений суддя, не керувався принципами права і технічним аналізом доказів, і навіть, згідно з документом, переконав одну зі сторін прийняти пропозицію щодо врегулювання спору, яку він сам склав, і яка була далека від самих правил, що містяться в Арбітражному договорі 1897 року, і від принципів, що регулюють право.
Ця знахідка викрила б компроміс, який був досягнутий щодо рішення Паризького арбітражного трибуналу. Цей документ став би одним з кількох елементів для Венесуели, щоб зробити офіційну денонсацію рішення арбітражу на весь світ у 1962 році.

#### Меморандум Северо Маллет-Превоста
Документ розкриє таке:

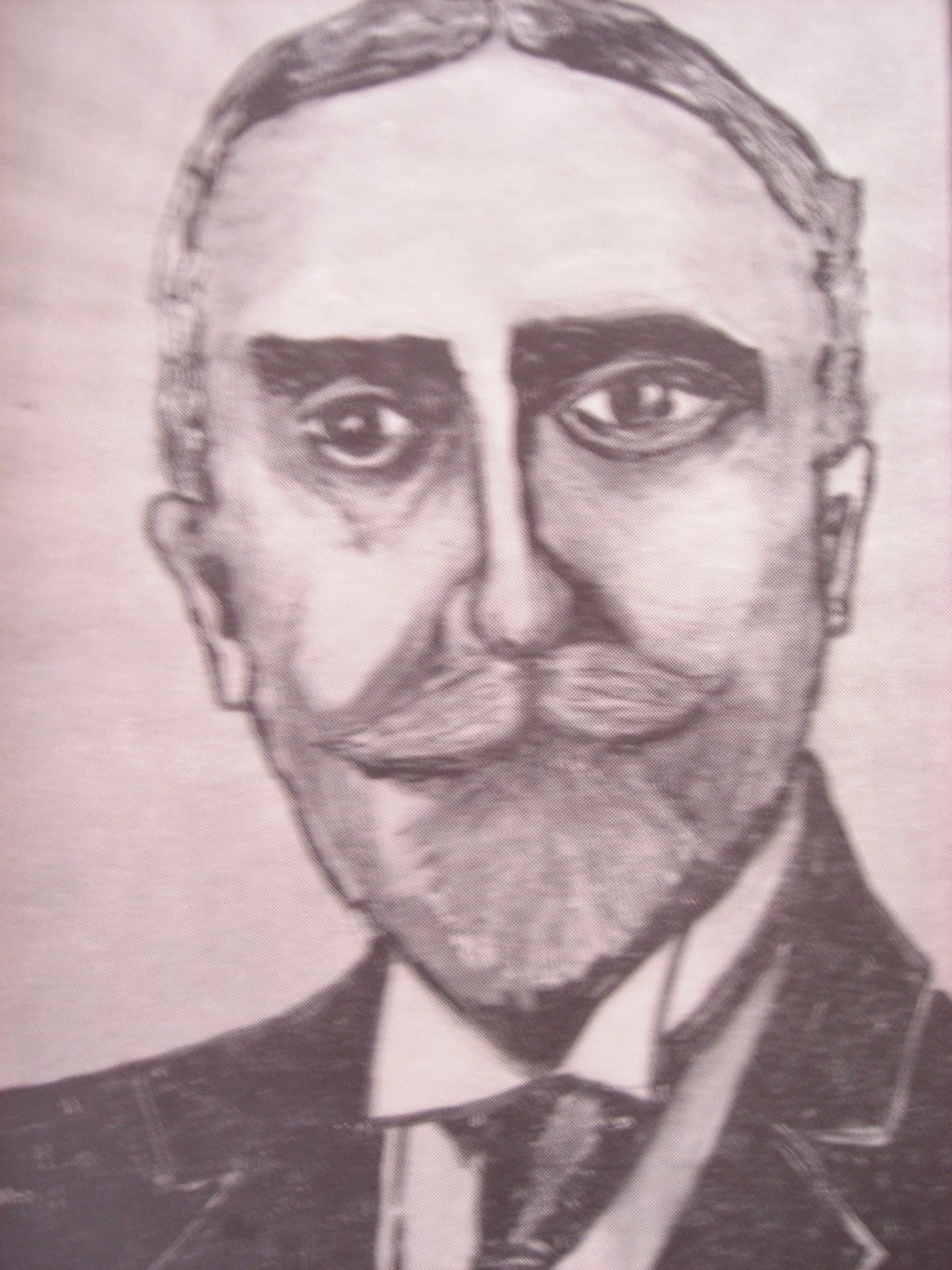
Северо Маллет-Превост, американський адвокат із захисту Венесуели, написав меморандум у 1944 році, в якому показав, що Паризьке арбітражне рішення було політичним компромісом і розкрило деякі вирішальні події, які до того часу ігнорувалися.

|  | “...Перед від'їздом до Парижа ми з суддею Брюером [американський юрист у справах Венесуели] зупинилися в Лондоні, де тимчасово повірений у справах США пан Генрі Вайт дав нам невеликий обід, на який був запрошений лорд-суддя майор Рассел [британський юрист]. ...Під час бесіди я наважився сказати, що рішення в міжнародному арбітражі мають ґрунтуватися виключно на юридичних міркуваннях. Лорд Рассел одразу ж відповів: "Я повністю з вами не згоден. Я вважаю, що міжнародні арбітражі повинні проводитися на більш широкій основі і враховувати міжнародні політичні питання. З того моменту я зрозумів, що ми не можемо розраховувати на те, що лорд Рассел вирішить питання кордону на основі суворого права. Коли ми зустрілися в Парижі ... я познайомився з лордом Коллінзом [британським юристом] .... було очевидно, що лорд Коллінз щиро зацікавлений в отриманні повного звіту про всі факти справи і у визначенні права, яке може бути застосоване до них .... Вся його поведінка і численні запитання, які він ставив, були критичними щодо британських претензій і створювали враження, що він схиляється на бік Венесуели. Потім ... двоє британських арбітрів повернулися до Англії і забрали з собою пана Мартенса [російського адвоката, суддю в арбітражі]. Коли ми повернулися на свої пости ... зміни в лорді Коллінзі були помітні. Нам (я маю на увазі венесуельський захист) здавалося, що в Лондоні щось сталося, що призвело до таких змін. ... Одного дня я отримав повідомлення від судді Брюера про те, що він і суддя Фуллер [американський адвокат у справах Венесуели] хочуть поговорити зі мною... ... Суддя Брюер підвівся і дуже схвильовано сказав мені: "Маллет-Превост, марно продовжувати цю шараду, вдаючи, що ми судді, а ви адвокат. Ми з суддею Фуллером вирішили розповісти вам по секрету, що щойно сталося. Мартенс прийшов до нас і повідомив, що Рассел і Коллінз готові ухвалити рішення на користь лінії Шомбургка, яка, починаючи від мису Баріма на узбережжі, дала б Великій Британії контроль над головним гирлом Оріноко; а якщо ми наполягатимемо на тому, щоб лінія починалася від узбережжя на річці Мороко, він стане на бік британців і затвердить лінію Шомбургка як справжній кордон". "Однак, - додав він, - він, Мартенс, прагнув отримати одностайне рішення, і якщо ми приймемо запропоновану ним лінію, він отримає згоду лорда Рассела і лорда Коллінза....". Мартенс пропонував, щоб лінія ... починалася на деякій відстані на південний схід від Пойнт-Баріма, щоб дати Венесуелі панування над гирлом Оріноко.... Це те, що запропонував Мартенс. (...) Ми повинні вирішити, чи приймаємо ми пропозицію Мартенса, чи дотримуємося окремої думки. (...) З того, що щойно висловив суддя Брюер, і зі змін, які ми всі спостерігали в лорді Коллінзі, я переконався ... що під час візиту Мартенса до Англії відбулася домовленість між Росією і Великою Британією ... і що на Коллінза чинився тиск, так чи інакше, з тим, щоб він слідував цим курсом. ... і що на Коллінза так чи інакше чинився тиск, щоб він дотримувався цього курсу. (...) Коли я розповів генералу Гаррісону [американському раднику] про те, що щойно сталося..., він описав поведінку Британії та Росії в термінах, які мені немає сенсу повторювати. Його першою реакцією було попросити Фуллера і Брюера представити особливу думку, але коли він заспокоївся і вивчив питання з практичної точки зору, він сказав мені: "...якщо коли-небудь стане відомо, що в наших силах було зберегти гирло Оріноко для Венесуели, а ми цього не зробили, нам ніколи не пробачать. Те, що пропонує Мартенс, є беззаконням, але я не бачу, як Фуллер і Брюер можуть зробити щось інше, окрім як прийняти це". Я погодився з генералом Гаррісоном і повідомив про це суддям.... Рішення трибуналу було, відповідно, одноголосним; але, хоча це правда, що воно віддало Венесуелі найбільш стратегічно важливий спірний сектор, воно було несправедливим по відношенню до Венесуели і позбавляло її дуже великої і важливої території, на яку Великобританія не мала, на мою думку, ні найменшої тіні права ... ...вищевикладене продиктовано мною 8 лютого 1944 року...." Отто Шенріх Член юридичної фірми Curtis, Mallet Prevost, Colt & Mosle у Нью-Йоркуk |

### Венесуела засуджує рішення Арбітражного суду ООН у 1962 році

Організація Об'єднаних Націй.

Карта Венесуели з анексованою Гаяною Ессекіба.

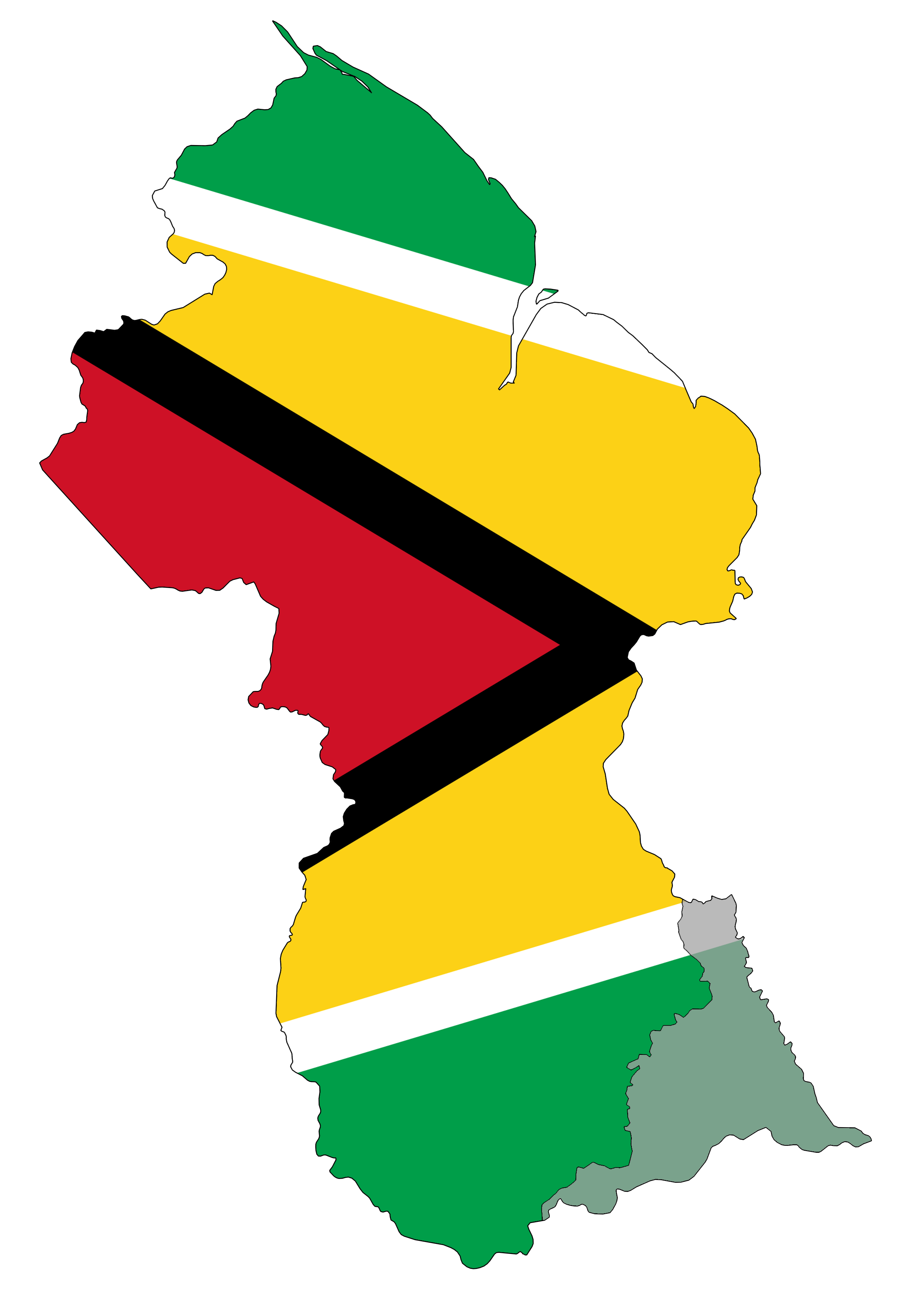
Карта Гаяни з анексованою Гаяною Ессекіба, якою вона де-факто керує.

12 листопада 1962 року міністр закордонних справ Венесуели Маркос Фалькон Брісеньо зробив презентацію Комісії спеціальної політики Генеральної Асамблеї Організації Об'єднаних Націй (ООН), щоб денонсувати Арбітражне рішення, стверджуючи про компроміс і недоліки недійсності. обґрунтування вилучення. У своїй заяві він наголошує, що Венесуела вважає арбітражне рішення недійсним (неіснуючим) через те, що в міжнародному праві відомо як дії, що суперечать добросовісності, які мали місце з боку британського уряду та членів трибуналу.
Аргументи Венесуели щодо недоліків недійсності рішення:
- Надлишок повноважень (ultra petita) для встановлення свободи судноплавства на річках Амакуро та Баріма, що відповідно до міжнародного права скасовує будь-яке арбітражне рішення.
- Представлення Великою Британією в арбітражному суді фальсифікованих, на думку Венесуели, карт.
- Відсутність мотивації в арбітражному рішенні.
- Суд надав Великій Британії 17 604 км², визнаних венесуельськими самим британським урядом.
- Лінія кордону була нібито нав'язана суддям британським урядом.
- Голова Арбітражного трибуналу змусив суддів прийняти британську демаркацію.
- За словами Венесуели, ця демаркація була «компромісом», як її охарактеризували деякі британські чиновники.
- Венесуела була обманута, а Велика Британія діяла всупереч добросовісності міжнародного права.
- Венесуела була проінформована після того, як арбітраж ухвалив рішення.
- Склад країн-членів Арбітражного трибуналу..

Для британців венесуельський аргумент був неприйнятним, оскільки:
- Усі, хто брав участь у арбітражному рішенні, вже померли.
- Венесуела прийняла арбітражне рішення як «повне, фактичне та остаточне врегулювання».
- Вивчення документів показало, за словами британців, що у Венесуели не було поважних причин.
- Венесуела не намагалася продемонструвати причини визнання арбітражного рішення недійсним.

Коли 26 травня 1966 року Велика Британія вирішить надати незалежність Британській Гвіані в рамках Співдружності, яка відтепер буде називатися Гаяною, вона буде державою-учасницею, як це встановлено статтею 7 Женевської угоди. З цієї причини Гаяна ратифікувала Женевську угоду в той же день своєї незалежності, тим самим визнаючи претензії Венесуели на територію на західному березі річки Ессекібо.

### Женевська угода
Після денонсації Премії Венесуелою 12 листопада 1962 року представник Великої Британії представив свої твердження щодо скарги південноамериканської країни. Через чотири дні після скарги Венесуели ООН оприлюднила заяву, в якій уряди Венесуели, Великої Британії та її колонії Британської Гвіани ініціювали перегляд документації кожної зі сторін з цього питання:
|  | Заява Голови Спеціальної політичної комісії, XVII сесія Генеральної Асамблеї ООН, 16 листопада 1962 року (...) Представники урядів Сполученого Королівства та Венесуели уповноважили мене поінформувати Комісію про те, що, (...) за повної згоди з (урядом) Британської Гвіани, три уряди вивчать документацію, яка є у розпорядженні всіх сторін, що стосується цього питання. З цією метою вони вживатимуть необхідних заходів дипломатичними каналами. (...) Наскільки я розумію, зацікавлені сторони повідомлять Організацію Об'єднаних Націй про результати цих обговорень. |

Спільне комюніке Венесуели та Великої Британії від 7 листопада 1963 року повідомляє про прогрес у вирішенні узгодженого питання. Венесуела вже вивчила документацію, надану Великою Британією, і вони домовилися про зустріч у Каракасі, де, в свою чергу, Венесуела покаже Великій Британії документи зі своїх архівів, що стосуються територіального питання:
|  | Спільне комюніке міністра закордонних справ Венесуели та міністра закордонних справ Великої Британії, Лондон, 07 листопада 1963 року (...) Венесуельські експерти вже вивчили частину документації, наявної в Лондоні. Як наступний крок міністри закордонних справ домовилися, що британський експерт, який також діє від імені уряду Британської Гвіани, незабаром вирушить до Каракаса для вивчення документації, наявної у венесуельських архівах. (...) Текст цього комюніке буде передано Генеральному секретареві Організації Об'єднаних Націй. Лондон, 7 листопада 1963 року. |

Венесуельська делегація вирушила до Лондона, і протягом лютого-травня 1964 року під час 15 сесій переговорів між експертами було представлено доповідь, підкріплену документами, якими володіла Венесуела. Звіт містить 44 детальні пункти венесуельської аргументації, але в його резюме зазначається, що
|  | (...)Короткий виклад висновків Таким чином, в результаті тристороннього розгляду щойно викладеної документації, яка підтверджує кожне з тверджень, що містяться в цьому документі, і яка була надана Великій Британії, Венесуела дійшла таких висновків: 1. Венесуела була змушена прийняти Арбітражний договір 1897 року під надмірним тиском з боку США та Великої Британії, які вели переговори про основу компромісу, виключаючи венесуельсько-латвійський уряд, якому були надані неправдиві пояснення. 2) Венесуела була настільки знехтувана, що Сполучені Штати і Великобританія з самого початку переговорів домовилися, що жоден венесуельський юрист не буде працювати в Арбітражному трибуналі. 3. Незважаючи на те, що суттєві застереження Венесуели до Договору не були взяті до уваги безпосередніми учасниками переговорів, Венесуела інтерпретувала арбітражний компроміс як такий, що означає, що рішення Трибуналу має бути суто правовим. 4. Так зване рішення від 3 жовтня 1899 року є недійсним. Ця недійсність ґрунтується на a) На відсутності мотивування рішення. б) При винесенні рішення арбітри не взяли до уваги застосовні норми права і, зокрема, принцип Utis Possidetis Juris, а також не доклали жодних зусиль для дослідження територій, які на момент так званого придбання належали або Нідерландам, або Королівству Іспанія (ст. III Арбітражного договору). c) Арбітри не вирішили, як обчислювати 50-річний строк позовної давності, і не застосували його, як це було передбачено арбітражною угодою. d) Не маючи на це повноважень за арбітражною угодою, арбітри встановили та врегулювали у своєму рішенні вільне судноплавство двома прикордонними річками, і, безумовно, проти Венесуели. e) Той факт, що так зване арбітражне рішення було результатом дипломатичного компромісу, пояснює, чому арбітри не взяли до уваги норми права, що містяться в арбітражній угоді. Сучасні документи, хоча і свідчать про те, що арбітри знали про це, підтверджують факт, який вони кваліфікують як "компроміс і фарс". 5. Представники Великої Британії надали Арбітражному трибуналу карти, яким надавалося вирішальне значення, що були сфальсифіковані в Колоніальному управлінні. 6. Лінія так званого арбітражного рішення була підготовлена в Колоніальному управлінні в липні 1899 року, тобто за кілька місяців до винесення рішення. Ця лінія кордону була нав'язана американським арбітрам президентом трибуналу, російським професором де Мартенсом, шляхом примусу. 7. Венесуела ніколи не погоджувалася з так званим рішенням від 3 жовтня 1899 року. Участь Венесуели в демаркації кордону мала суто технічний характер. До неї країну змусили непереборні для неї обставини. І венесуельський уряд, і венесуельський народ, наскільки це було можливо, випробовували на міцність так зване рішення 1899 року. Каракас, 18 березня 1965 року Герман Гонсалес Оропеса, С.Х. Пабло Охер, С.Х. |

Результатом протистояння звітів та експертних документів обох сторін стала Женевська угода від 17 лютого 1966 року — документ, що діє і сьогодні, який зобов'язує обидві сторони знайти практичну домовленість для задовільного вирішення суперечки.
|  | Витяг з "Женевської угоди". (…) ПЕРЕКОНАНІ, що будь-який невирішений спір між Венесуелою, з одного боку, та Сполученим Королівством і Британською Гвіаною, з іншого, зашкодить такому співробітництву і, отже, має бути мирно врегульований у спосіб, прийнятний для обох сторін; відповідно до Порядку денного, погодженого для урядових переговорів щодо спору між Венесуелою та Сполученим Королівством стосовно кордону з Британською Гвіаною, "згідно зі Спільним комюніке від 7 листопада 1963 року", досягли наступної Угоди про врегулювання теперішньої суперечки: (…) |

Крім того, вони інформують ООН про узгоджений механізм:
|  | Спільне комюніке міністра закордонних справ Венесуели, міністра закордонних справ Великої Британії та прем'єр-міністра Британської Гвіани, Женева, 17 лютого 1966 року (…) За результатами обговорень було укладено Угоду, положення якої дозволять прийти до остаточного вирішення цих проблем. Уряди домовилися довести текст Угоди до відома Генерального секретаря Організації Об'єднаних Націй.(…) |